# JCPenney
JCPenney (stylizowane na jcp i jcpenney), J.C. Penney Company, Inc. – amerykańska sieć domów towarowych działających pod marką Spółka notowana jest na giełdzie NYSE i wchodzi w skład indeksu S&P 500.
Początki przedsiębiorstwa sięgają 1902 roku, gdy James Cash Penney otworzył w Kemmerer, w stanie Wyoming sklep pod nazwą Golden Rule z odzieżą oraz tekstyliami. Spółka J. C. Penney Company, Inc. została formalnie założona w 1913 roku, a rok później jej siedziba została przeniesiona z Salt Lake City do Nowego Jorku. Od 1994 roku siedziba przedsiębiorstwa mieści się w Plano, w Teksasie.
W 2011 roku sieć liczyła około 1100 sklepów.